# Eska TV
Eska TV – polskojęzyczna stacja telewizyjna o charakterze muzycznym z programami rozrywkowymi zawierającymi muzykę, będąca rozwinięciem multimedialnej platformy internetowej Radia Eska.
Kanał Eska TV prezentuje na swojej antenie klipy muzyczne artystów znanych z anteny radiowej Eski, wywiady i informacje ze sceny muzycznej. Prezenterami stacji są dziennikarze znani z radiowej anteny Eski – Filip Antonowicz, Krzysztof Jankowski oraz Kamila Ryciak. Eska TV nadaje swój program za pośrednictwem Internetu oraz w przekazie satelitarnym, w oparciu o koncesję otrzymaną 21 kwietnia 2009, a także drogą naziemną poprzez DVB-T od 19 grudnia 2011 do 28 września 2016 w pierwszym multipleksie, w okresie od 2 stycznia do 16 czerwca 2017 na multipleksach lokalnych oraz ponownie w pierwszym multipleksie od 16 czerwca 2017.

## Historia
Kanał Eska TV rozpoczął swoją emisję testowo w internecie z dniem 8 sierpnia 2008. Od 28 maja 2009 Eska TV dostępna jest drogą satelitarną i kablową dla szerszej widowni, w tym samym czasie kanał dołączył do platformy cyfrowej n w pakiecie Style Moda Muzyka. 5 października 2009 program został odkodowany z satelity Hot Bird dla posiadaczy odbiorników satelitarnych HDTV, które odbierają transmisję w standardzie DVB-S2, mimo że kanał nadaje swój program w SD, a nie HD. Początkowo kanał miał być niekodowany tylko kilka tygodni, ale po upłynięciu tego okresu nie został zakodowany. Od 1 września 2010 program dostępny jest na wszystkich odbiornikach FTA, dzięki emisji na drugim transponderze w systemie DVB-S. Emisja w systemie DVB-S2 została wyłączona 2 września 2010. Na antenie od początku istnienia stacji usłyszeć można nowości, z takich gatunków jak: pop-rock, R&B, pop, disco, hip-hop oraz elektroniczna muzyka taneczna (muzyka klubowa) – głównie dance (epic house, euro house, vocal trance), house (m.in. hard house, electro house) i trance. W 2015 emitowana była także polskojęzyczna muzyka dance i muzyka disco polo.
25 czerwca 2011 r. odświeżono grafikę i wprowadzono nowe logo oraz nową oprawę graficzną. W kwietniu 2014 r. pojawiło się odświeżone logo stacji, a w przeciągu kolejnych dni stopniowo wprowadzana była nowa oprawa,  1 października 2014 roku wprowadzono nową oprawę graficzną z obecnym logiem ekranowym. Belki z nazwą utworu miały odpowiednią kolorystykę do emitowanego programu.(tj. w oprawie 2011-kwiecień 2014) Po wprowadzeniu 'kreskówkowej' oprawy w 2015 roku belki we wszystkich programach miały taką samą kolorystykę.
10 lipca 2015 r. uruchomiona została wersja HD kanału.
W związku ze spadającą oglądalnością, właściciel stacji wystąpił w kwietniu 2016 o zmianę koncesji z muzycznej na rozrywkowo-muzyczną i zmianę nazwy stacji na 8TV. Krajowa Rada Radiofonii i Telewizji wydała zgodę na zmianę koncesji w maju 2016, a 28 czerwca 2016 przyznała drugą koncesję na nadawanie stacji Eska TV w sieciach kablowych i drogą satelitarną. 28 września stację w pierwszym multipleksie naziemnej telewizji cyfrowej oraz satelitarnie zastąpiła stacja muzyczno-rozrywkowa 8TV. Kolejnej zmiany oprawy doczekaliśmy się 10 października 2016 roku. Wprowadzono oprawę z tańcerzami. Belki zostały bez zmian. 2 stycznia 2017 stacja powróciła do DVB-T – tym razem znalazła się w multipleksach stacji lokalnych NTL Radomsko, TVT, Echo 24 i TV Łużyce, pokrywających swoim zasięgiem Śląsk oraz częściowo województwo łódzkie. 30 sierpnia 2018 wprowadzono nowe belki z nazwą artysty i tytułu piosenki. 20 maja 2019 wprowadzono nową oprawę graficzną.
28 maja 2019 roku stacja obchodziła 10. urodziny.
8 sierpnia 2022 roku, stacja rozpoczęła emisję w jakości HD w przekazie satelitarnym, zastępując wersję SD.

### Nadawanie naziemne
Eska TV przystąpiła do konkursu o miejsce w MUX-1 Naziemnej Telewizji Cyfrowej. 26 kwietnia 2011 Krajowa Rada Radiofonii i Telewizji przyznała Eska TV koncesję na nadawanie naziemne w ramach NTC. Kanał ten znajdował się w pierwszym multipleksie obok trzech głównych kanałów TVP (TVP 1 HD, TVP 2 HD i telewizji regionalnej) oraz trzech wyłonionych w tym samym konkursie. Od 19 grudnia 2011 do 28 września 2016 Eska TV nadawała naziemnie. 28 września 2016 została zastąpiona przez stację 8TV. 16 czerwca 2017 Eska TV powróciła do pierwszego multipleksu, zastępując kanał 8TV. Dotychczasowe miejsce kanału Eska TV zajęła stacja Eska TV Extra. Od 28 marca 2022 roku z wejściem standardu nadawania DVB-T2 w województwie dolnośląskim i lubuskim stacja nadaje w jakości HD. Od 27 czerwca 2022 roku (tylko) wersja HD jest dostępna w całej Polsce.

## Prezenterzy

### Obecnie
- Ola Ciupa – Podwójna Gorąca 20 oraz Eska Info
- Ola Kot – Miejska lista, Co się słucha i Jazdy Gwiazdy

### Dawniej
- Adam „Albert” Deczkowski
- Adrian Harasim
- Ali Kosoian
- Artur Jarząbek
- Damian Wilczyński
- Filip „Rudanacja” Antonowicz
- Franciszka Lewandowska
- Iga Mackiewicz
- Igor Nurczyński
- Ina
- Iwona „Stonka” Skrzypczak
- Iza Czajkowska
- Jan Pirowski
- Jakub „Flint” Nowaczyński
- Jarosław Kret
- Jessica Mercedes Kirshner
- Julia Kuczyńska
- Justyna Miesiak
- Kamila „Kama” Ryciak
- Karolina Gilon
- Kasia Bigos
- Kasia Morawska
- Kasia Węsierska
- Kinga Zdrojewska
- Krystian „Kris” Kojder
- Krzysztof „Jankes” Jankowski
- Kuba Gawęcki
- Kuba Marcinowicz
- Marcin „Puoteck” Nozdryń-Płotnicki
- Marcin Procki
- Marta Laux
- Martyna Kondratowicz
- Mateusz Jędraś
- Michał Celeda
- Michał Hanczak
- Michał „Michu” Sobkowski
- Mrozu[20]
- Nina „Lady Nina” Cieślińska
- Paulina Koziejowska
- Piotr Bukowski
- Rafał Zawierucha
- Szymon Majewski
- Tomasz „DJ Kostek” Kościelny
- Wiktor Brzozowski

## Programy muzyczne

### Obecne
- Co się słucha
- Historia Jednej Piosenki
- Hity na czasie
- Jazdy Gwiazdy
- Made in Poland
- Miejska Lista
- Migane Klipy
- Podwójna Gorąca 20
- Polska noc
- Przesłuchanie

### Cykliczne
- Eska on the beach
- Sylwestrowa ImprESKA

### Dawne
- #Najlepszy program
- 10 hitów jeden po drugim
- 3..2..1.. START
- Ale PRANK
- Backstage Party
- BeachBar Lista
- Best of...
- Będę grał w grę
- Co się słucha na wakacjach
- Dance Chart
- Dzień dobry
- Dzyń Dzyń Chart
- ESKA Games
- ESKA Gold
- Eska odwołuje zimę
- Eska.pl
- Eska TV News
- EskoBus
- Fejslista
- Freshmix
- Glamki
- Godzina z...
- Gorąca 100
- Gorąca 20
- Gorące granie
- Gramy bez piłki
- Gwiazdy od kuchni
- Hi Fashion
- Hip-Hop TV / Hip-Hop TV Top 10
- Hity Eska TV
- Hity Non Stop
- Hot plota / Hot plota tygodnia
- ImprESKA
- ImprESKA z najlepszym
- ImprESKOWY odlot
- Insta Lista
- J & J Fashion Show
- Kamera! Akcja! Gwiazdy!
- Klipy bez majtek
- Klipy na czasie
- Klipy Non Stop
- Let’s Dance
- Lista w bikini
- Look Like a Star
- Mega Mix 2013
- Miss Club Poland
- Mistrzowskie szybkie strzały
- Mobmania
- Mówisz i masz
- Multipremier
- Muzyką się żyje
- Nagrywarka
- Na propsie
- Night Fever
- Nófki sztuki
- Odliczanka
- Osiem na osiem
- Osiem przed ósmą
- Paparazzi
- Pięciopak Hanego
- Podwójna Gorąca 20 News
- Polska lista
- Popołudnie w Eska TV
- Poranna rozgrzewka
- Poranny WF
- Pozdro lista
- Projekt ImprESKA
- Projekt Kamper
- Przeglądarka
- Przeleć z Pirowskim Europę
- Ranking Jankesa
- Rap Time
- Rudanacja na wakacjach
- School lista
- Siedzę i patrzę
- Sjesta czy fiesta
- smESKA
- Stylowe pogotowie ratunkowe
- Summer City / Summer City best of
- Szybkie Strzały
- Szymorning
- Świąteczne Granie
- Świeży Towar
- Święta z Eska TV
- Teenage lista
- The best of Eska
- Top 5
- Top topów
- WAZZZUP / WAZZZUP tygodnia
- Web Chart
- Weekend specjalny
- Weekend z Eska TV
- Weekend z Jankesem
- Winter City
- World Lista
- Wyłącz rutynę z Pirowskim
- Young Stars w Eska TV
- Zwolnienie z WF-u

## Programy rozrywkowe

### Obecne
- Eska TV Info
- Hardcorowy lombard
- Pod Lupą
- Polacy za granicą
- TV Okazje

### Dawne
- 100 złotych
- Bogate dzieciaki bez kasy
- Bywanie na dywanie
- Catfish
- Celebrity Scoop
- Celebs Go Dating. Gwiazdy idą na podryw
- Comedy Club
- Dopasowani
- Eska 360
- ESKA FIT
- Eska Music Award
- Eska Summer City News
- grotESKA
- Gry małżeńskie
- Hardkorowa miłość
- Jazda po gwiazdach
- Kilerskie Karaoke
- Kulisy Tańca z Gwiazdami
- Love Island. Wyspa miłości
- Magicy z ulicy
- Nastoletnie Matki
- Niemożliwe PL
- Ninja Warrior Polska
- Prognoza Pogody
- Przeglądarka
- Randka z nieznajomym
- Randki bez cenzury
- Śmierć na 1000 sposobów
- Warsaw Shore: Ekipa z Warszawy
- Wczorajsi, czyli taśmy prawdy
- Zawierucha w Dubaju

## Seriale

### Obecne
- Włatcy móch

### Dawne
- 1000 złych uczynków
- Backdoor – Wyjście awaryjne
- Małolaty
- Miłość na bogato
- Nie zadzieraj z zołzą spod 23
- Przyjaciele
- Słoiki
- Świat według Bundych
- Taki Lajf
- Teoria wielkiego podrywu
- Touch
- Wilfred